# Stavropolski okraj
Stavropolski okraj ([Ставропо́льский край] Napaka: {{Jezik-xx}}: neveljaven parameter: |p= (pomoč)), tudi Stavropolje ([Ставропо́лье] Napaka: {{Jezik-xx}}: neveljaven parameter: |p= (pomoč)), je federalni subjekt (okraj) Rusije. Geografsko leži v Severnokavkaški regiji v Južni Rusiji in je upravno del Severnokavkaškega federalnega okrožja. Stavropolski okraj ima 2.786.281 prebivalcev (popis prebivalstva 2010).
Stavropol je največje in glavno mesto Stavropolskega okraja, Pjatigorsk pa je upravni center Severnokavkaškega federalnega okrožja.
Stavropolski okraj meji na zahodu na Krasnodarski okraj, na severozahodu na Rostovsko oblast, na severu na Kalmikijo, na vzhodu na Dagestan, Čečenijo, Ingušetijo, Severno Osetijo - Alanijo in Kabardino-Balkarijo ter na jugu na Karačaj-Čerkezijo. Je en od najbolj večnacionalnih federalnih subjektov v Rusiji, z več kot triintridesetimi etničnimi skupinami z več kot 2000 posamezniki. Zahodni del Stavropolskega okraja velja za del regije Kuban, ki je tradicionalno dom Kubanskih kozakov. Večina prebivalstva okraja živi v porečju reke Kuban.

## Zgodovina
Okraj je bil 17. oktobra 1924 ustanovljen kot Severnokavkaški okraj. Marca 1937 je bil preimenovan v Ordžonikidzevski okraj (po Sergu Ordžonikidzu), 12. januarja 1943 pa v Stavropolski okraj.
23. januarja 1943 je Rdeča armada okraj osvobodila izpod nemške okupacije.
8. oktobra 1958 je bil Stavropolski okraj nagrajen z redom Lenina.

## Znani prebivalci
- Jurij Andropov (1914–1984), generalni sekretar KPSZ.
- Mihail Gorbačov (1931–2022), prvi in zadnji predsednik ZSSR.
- Mihail Lermontov (1814–1841), ruski pesnik, pisatelj in slikar[13]
- Aleksander Solženicin (1918–2008), pisatelj, prejemnik Nobelove nagrade za literaturo